# Monika Peikert

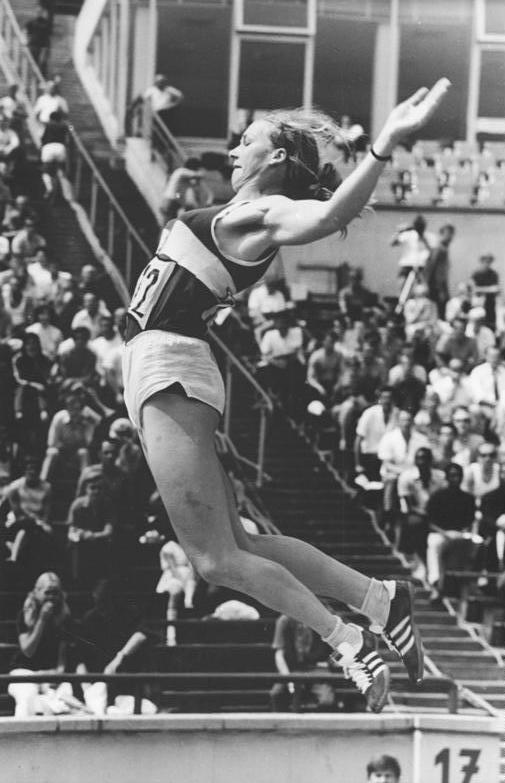
Monika Peikert in 1971

Monika Peikert (* 26. März 1952 in Forst) ist eine ehemalige deutsche Fünfkämpferin, die für die DDR startete.
Einem zwölften Platz bei den Europameisterschaften 1969 in Athen folgte ein Sieg bei den Junioreneuropameisterschaften 1970 in Colombes.
1971 beendete sie bei den Europameisterschaften in Helsinki den Wettkampf nach der vierten Disziplin, und 1972 kam sie bei den Olympischen Spielen in München auf den 18. Platz.
Monika Peikert startete für den SC Cottbus.